# Acrofonía
La acrofonía (griego: ἄϰρος extremo, punta + φονή sonido) es el dar a las letras de un sistema de escritura alfabético un nombre de forma tal que el nombre de la letra misma comienza con ella. Por ejemplo, "alfa," "amarillo," y "amor" son nombres acrofónicos de la letra española A.
La acrofonía canónica es un sistema de escritura ideográfico o pictográfico, en el cual tanto el nombre de la letra y el glifo representan la misma cosa o concepto. Por ejemplo ese sería el caso si la letra A en español se llamara "arado", al tener casi la forma esquematizada de un arado, como la usada por los egipcios en escritura semicursiva o hierática del jeroglífico de un arado que es como una A latina, pero girada en 90°. 

## Desarrollo
El paradigma de los alfabetos acrofónicos es el alfabeto protocananeo de la edad de Bronce tardía, en el cual la letra A, representando el sonido /a/, es un pictograma que muestra un buey, y es llamada "buey" - ʾalp. El alfabeto latino desciende del protocananeo, y todavía es posible adivinar la cabeza estilizada de un buey si la A es puesta patas para arriba. La segunda letra del alfabeto fenicio es bet (que quiere decir "casa" y que se asemeja a un refugio) representando el sonido /b/, y a partir de āleph-bēth es que se origina la palabra "alfabeto" - un nuevo ejemplo en el que el comienzo de una cosa sirve para designar a todo el elemento, lo que era una práctica muy común en la antigüedad en el Cercano Oriente.
Los alfabetos glagolítico y cirílico arcaico, si bien no estaban concebidos mediante ideogramas, tenían sus letras denominadas en forma acrofonica. Las letras que representan la /a, b, v, g, d, e/ son llamadas Az, Buki, Vedi, Glagol, Dobro, Est.  Si se nombran las letras en orden, se recita un poema, a mnemonico que ayuda a los estudiantes a aprender el alfabeto: Az' buki vedi, glagol' dobro est' significa "Yo conozco las letras, [la] palabra es buena" en antiguo eslavo eclesiástico.

## Usos modernos
En el ámbito de la radiotelefonía moderna y aviación se utilizan alfabetos por palabras (de los cuales el más conocido es el alfabeto radiofónico, que comienza con Alpha, Bravo, Charlie, Delta...) en el cual a las letras del alfabeto se le asignan en forma arbitraria palabras y nombres de una manera acrofonica para evitar malentendidos.
El nombre de la mayoría de las notas de la escala musical (do, re, mi, fa, sol, la, si) se deriva de la primera sílaba de las estrofas del himno Ut queant laxis en latín .